# Biatlon op de Paralympische Winterspelen 2002
De VIIIe Paralympische Winterspelen werden in 2002 gehouden in Salt Lake City, Verenigde Staten. België deed niet mee aan deze Paralympische Spelen.
Zowel bij de mannen als bij de vrouwen werd gestreden in drie klassen.
Marjorie van de Bunt bezorgde Nederland de tweede gouden medaille op de Paralympische Winterspelen, door de 7.5 km staand te winnen.

## Mannen

### 7.5 km zittend
| Rank | Naam            | Land | Tijd    | Gemiste schoten |
| ---- | --------------- | ---- | ------- | --------------- |
| 1    | Ruedi Weber     | SUI  | 27:51.2 | 0               |
| 2    | Oliver Anthofer | AUT  | 27:01.8 | 1               |
| 3    | Roland Ruepp    | ITA  | 27:42.8 | 1               |

### 7.5 km blind
| Rank | Naam         | Land | Tijd    | Gemiste schoten |
| ---- | ------------ | ---- | ------- | --------------- |
| 1    | Wilhelm Brem | GER  | 23:21.1 | 0               |
| 2    | Marian Balaz | SVK  | 20:09.7 | 0               |
| 3    | Frank Hoefle | GER  | 18:12.4 | 3               |

### 7.5 km staand
| Rank | Naam               | Land | Tijd    | Gemiste schoten |
| ---- | ------------------ | ---- | ------- | --------------- |
| 1    | Josef Giesen       | GER  | 18:13.4 | 0               |
| 2    | Valeriy Darovskikh | RUS  | 19:01.0 | 0               |
| 3    | Jozef Mesik        | SVK  | 19:58.2 | 0               |

## Vrouwen

### 7.5 km zittend
| Rank | Naam               | Land | Tijd    | Gemiste schoten |
| ---- | ------------------ | ---- | ------- | --------------- |
| 1    | Ragnhild Myklebust | NOR  | 28:26.8 | 0               |
| 2    | Olena Iurkovska    | UKR  | 30:41.8 | 0               |
| 3    | Svitlana Tryfonova | UKR  | 31:57.3 | 1               |

### 7.5 km blind
| Rank | Naam            | Land | Tijd    | Gemiste schoten |
| ---- | --------------- | ---- | ------- | --------------- |
| 1    | Verena Bentele  | GER  | 26:05.5 | 1               |
| 2    | Tone Gravvold   | NOR  | 24:17.8 | 1               |
| 3    | Emilie Tabouret | FRA  | 27:39.2 | 2               |

### 7.5 km staand
| Rank | Naam                 | Land | Tijd    | Gemiste schoten |
| ---- | -------------------- | ---- | ------- | --------------- |
| 1    | Marjorie van de Bunt | NED  | 22:42.3 | 0               |
| 2    | Anne Floriet         | FRA  | 25:34.2 | 0               |
| 3    | Bogumila Kaploniak   | POL  | 25:35.8 | 3               |

## Deelnemende landen Biatlon 2002
- SUI
- AUT
- ITA
- POL
- RUS
- UKR
- SVK
- FRA
- GER
- FIN
- POL
- JPN
- USA
- CAN
- SWE
- NED
- DEN

Alpineskiën · Biatlon · Langlaufen · Sledgehockey
1988 · 1992 · 1994 · 1998 · 2002 · 2006 · 2010 · 2014 · 2018